# Teserakt

3D projekce teseraktu

Teserakt či oktachoron je v geometrii čtyřrozměrnou analogií krychle, jde tedy o speciální variantu nadkrychle pro d=4. Odborněji by mohl být teserakt definován jako pravidelný konvexní čtyřúhelník s osmi krychlovými nadstěnami. Předpokládá se, že slovo teserakt vymyslel Charles Howard Hinton.

## Geometrie
Standardní teserakt je v Euklidovském prostoru dán jako konvexní obal bodů (±1, ±1, ±1, ±1).

### Objem a obsah teseraktu
Následující vzorce udávají, jaký je objem teseraktu, a jeho k-rozměrné povrchy (což je vždy obsah k-rozměrné stěny krát počet těchto stěn) v závislosti na hraně a.
{\displaystyle V_{4D}=a^{4}\,}
{\displaystyle S_{3D}=8\ a^{3}\,}
{\displaystyle S_{2D}=24\ a^{2}\,}
{\displaystyle S_{1D}=32\ a\,}
Poloměr vepsané koule je
{\displaystyle \rho ={\frac {a}{2}}\,}
a poloměr koule opsané je
{\displaystyle r=a\,}
|  |  |  |  |  |

| d=2  | trojúhelník | čtverec                     | šestiúhelník                              | pětiúhelník               |
| d=3  | čtyřstěn    | krychle, oktaedr            | krychloktaedr, kosočtverečný dvanáctistěn | dvanáctistěn, dvacetistěn |
| d=4  | 5nadstěn    | teserakt, 16nadstěn         | 24nadstěn                                 | 120nadstěn,600nadstěn     |
| d=5  | 5simplex    | penterakt, 5ortoplex        |                                           |                           |
| d=6  | 6simplex    | hexerakt, 6ortoplex         |                                           |                           |
| d=7  | 7simplex    | hepterakt, 7ortoplex        |                                           |                           |
| d=8  | 8simplex    | okterakt, 8ortoplex         |                                           |                           |
| d=9  | 9simplex    | ennerakt, 9ortoplex         |                                           |                           |
| d=10 | 10simplex   | dekerakt, 10ortoplex        |                                           |                           |
| d=11 | 11simplex   | hendekerakt, 11ortoplex     |                                           |                           |
| d=12 | 12simplex   | dodekerakt, 12ortoplex      |                                           |                           |
| d=13 | 13simplex   | triskaidekerakt, 13ortoplex |                                           |                           |
| d=14 | 14simplex   | tetradekerakt, 14ortoplex   |                                           |                           |
| d=15 | 15simplex   | pentadekerakt, 15ortoplex   |                                           |                           |
| d=16 | 16simplex   | hexadekerakt, 16ortoplex    |                                           |                           |
| d=17 | 17simplex   | heptadekerakt, 17ortoplex   |                                           |                           |
| d=18 | 18simplex   | oktadekerakt, 18ortoplex    |                                           |                           |
| d=19 | 19simplex   | ennedekerakt, 19ortoplex    |                                           |                           |
| d=20 | 20simplex   | ikosarakt, 20ortoplex       |                                           |                           |

## Teserakt v kultuře

### Film
Teserakt se jednou zmiňuje ve filmu Interstellar, kdy robot TARS pronese větu: „Because the bulk beings are closing the tesseract. / Protože ty bytosti právě zavírají teserakt.“